# Импосте (Терамо)
Импосте (итал. Imposte) је насеље у Италији у округу Терамо, региону Абруцо.
Према процени из 2011. у насељу је живело 136 становника. Насеље се налази на надморској висини од 1073 м.